# Modrý most
Modrý most je ocelový silniční most přes Malši v Českých Budějovicích, mezi Havlíčkovou kolonií a Lineckým předměstím.

## Historie
Na místě původního přívozu byl v roce 1923 postaven dřevěný most, pojmenovaný podle starosty Otakara Svobody Svobodova lávka. V roce 1973 byl provizorně zpevněn ocelovou konstrukcí. Při povodních v roce 2002 byl natolik poškozen, že byl na jeho místě postaven nový most.
Současný most byl postaven v roce 2003. Jde o ocelový obloukový most typu Langerův trám s dolní mostovkou. Délka mostu je 46,2 m, šířka vozovky 6,5 m a oboustranně jsou vně oblouků dvoumetrové chodníky. Pro most se ujal, díky modrému nátěru, název Modrý most. Přestože má most nosnost 22 tun (výhradní 40 tun), byl na něm povolen pouze provoz vozidel do 3,5 tuny.
Původně byl určen pouze pro pěší a cyklisty, v roce 2007 byl upraven pro jednosměrný provoz automobilů, později pro obousměrný, což vyvolalo řadu protestů místních obyvatel. Obyvatelé z okolí právě kvůli dopravní zátěži a hluku založili občanské sdružení Modrý most, které podalo na město žalobu a později uspělo s námitkou kvůli vyloučení ze stavebního řízení, proto most musel být v červenci 2011 pro automobilovou dopravu uzavřen. V červnu roku 2012 byl most opět otevřen pro automobilovou dopravu, tentokrát ovšem s časovým omezením. Mezi 22 a 6 hodinou platí na mostě uzavírka.